# Milorad B. Protić
| Asteroiden entdeckt: 7 | Asteroiden entdeckt: 7 | Asteroiden entdeckt: 7 |
| ---------------------- | ---------------------- | ---------------------- |
| (1517) Beograd         | 20. März 1938          |                        |
| (1550) Tito            | 29. November 1937      |                        |
| (1554) Yugoslavia      | 6. September 1940      |                        |
| (1564) Srbija          | 15. Oktober 1936       |                        |
| (1675) Simonida        | 20. März 1938          |                        |
| (2244) Tesla           | 22. Oktober 1952       |                        |
| (2348) Michkovitch     | 10. Januar 1939        |                        |

Milorad B. Protić (Милорад Б. Протић; * 6. August 1911 in Belgrad; † 29. Oktober 2001 ebenda) war ein jugoslawischer Astronom.
Protić war einer der ersten Asteroidenentdecker des früheren Jugoslawien. Außerdem entdeckte er den Kometen C/1947 Y1. Die sieben von ihm entdeckten Asteroiden tragen alle Namen, die in Bezug zu seiner Heimat stehen:
So trägt der Asteroid (1517) Beograd den Namen der damaligen jugoslawischen Hauptstadt Belgrad, während (1550) Tito nach dem früheren Staatschef Josip Broz Tito und (1554) Yugoslavia nach dem ehemaligen Staat Jugoslawien benannt sind. (1564) Srbija erinnert an Serbien.
Nach der Frau des serbischen Königs Stefan Uroš II. Milutin, Königin Simonida, ist der Asteroid (1675) Simonida benannt. Weitere serbische Persönlichkeiten wurden mit den Asteroiden (2244) Tesla – nach dem Erfinder und Ingenieur Nikola Tesla – und (2348) Michkovitch geehrt, letzterer benannt nach dem SANU-Mitglied Vojislav V. Mišković.
Protić selbst wurde für sein Werk auf den Gebieten der fundamentalen Astronomie und der Himmelsmechanik und als dreimaliger Direktor der Belgrader Sternwarte am 30. Dezember 2001 der Asteroid (22278) Protitch gewidmet. Nach seinem Enkel ist ferner der Asteroid (1724) Vladimir benannt.